# Walking the Blues (альбом Отіса Спенна)
Walking the Blues — студійний альбом американського блюзового музиканта Отіса Спенна, записаний 1960 року для лейблу Candid, але випущений посмертно 1972 року на Barnaby. В записі взяли участь Сент-Луїс Джиммі і Роберт Локвуд-молодший. 1972 року альбом номіновано на премію «Греммі» (в категорії «Найкращий запис етнічної музики або традиційного фолку»).

## Про альбом
Запис відбувся 23 серпня 1960 року на студії Fine Recording Studios у Нью-Йорку для лейблу Candid Records на тій самій одноденній сесії, на якій був записаний дебютний альбом музиканта Otis Spann Is the Blues (1960). Окрім Спенна (вокал, фортепіано) в записі взяли участь співак Сент-Луїс Джиммі (Джеймс Оден) і гітарист Роберт Локвуд-молодший. Матеріал альбому складається з 11 треків: Спенн співає чотири пісні (серед яких   інтерпретація його синглу «It Must Have Been the Devil» 1954 року і кавер-версія «My Home Is in the Delta» Мадді Вотерса), а інші чотири — Оден (свої власні пісні, включаючи стандарт «Going Down Slow»). На інших трьох інструментальних композиціях Спенн грає сольно на фортепіано.
Первісно випуск альбому планувався на Candid (8025/9025), але не відбувся. 1972 року він вперше був випущений лейблом Barnaby в серії «Barnaby Candid Series» після смерті Спенна (музикант помер 1970 року). Спродюсував альбом Нет Гентофф, а текст до платівки написав журналіст Піт Велдінг.
1983 року перевиданий в Німеччині CrossCut під назвою Otis Spann… And His Piano. Альбом був перевиданий 1987 року лейблом Candid (GJS 9025) з іншою обкладинкою, а 1989 року — на CD.

## Визнання
1972 року на 15-й церемонії нагородження премії «Греммі» альбом був номінований в категорії «Найкращий запис етнічної музики або традиційного фолку (включаючи традиційний блюз)». Ця номінація стала єдиною на премію «Греммі» в кар'єрі музиканта.

## Реакція критиків
Оглядач AllMusic Том Овенс в своїй рецензії поставив альбому оцінку 5 з 5, відзначивши: Walking the Blues — це, мабуть, найкраща платівка Отіса Спенна, яку він коли-небудь записав, вона включає 11 композицій приголомшливого фортепіанного блюзу. На декількох з них Спенну акомпанує гітарист Роберт Локвуд-молодший, і їхня гра разом звучить співчутливо, тепло та надзвичайно привабливо. Тут Спенн зосереджується на власних «Half Ain't Been Told» і «Walking the Blues», втім він також включає кілька стандартів («Goin' Down Slow», «My Home Is in the Delta»), які допомагають повніше передати портрет його музичної майстерності. Однак найважливішим є те, що Walking the Blues просто чудово звучить — це один з найкращих фортепіанних блюзів, які ви коли-небудь чули.
Роберт Крістгау написав, що «на своїх сольних записах Спенн є сильним, м'яким, типовим вокалістом чиказького блюзу, який рідко був таким стриманим чи різким, як у захоплюючій пісні «It Must Have Been the Devil». Безсумнівно, можна зупинитися і на таких віртуозних та недооцінених сольних інструментальних композиціях, як «This Is the Blues» або виразній «Walking the Blues», втім я сумніваюся, що вони кращі. А ще є те, що робить цю сесію особливою: чотири пісні у виконанні Сент-Луїса Джиммі, на яких звучить його дещо хриплий голос.»

## Список композицій
| Сторона А | Сторона А                             | Сторона А               | Сторона А  |
| #         | Назва                                 | Автор                   | Тривалість |
| --------- | ------------------------------------- | ----------------------- | ---------- |
| 1.        | «It Must Have Been the Devil»         | Отіс Спенн              | 3:50       |
| 2.        | «Otis' Blues» (інструментальна)       | Отіс Спенн              | 4:16       |
| 3.        | «Going Down Slow»                     | Джеймс Оден             | 3:57       |
| 4.        | «Half Ain't Been Told»                | Джеймс Оден, Отіс Спенн | 4:38       |
| 5.        | «Monkey Face Woman»                   | Джеймс Оден             | 4:55       |
| 6.        | «This Is the Blues» (інструментальна) | Отіс Спенн              | 3:06       |

| Сторона В | Сторона В                             | Сторона В           | Сторона В  |
| #         | Назва                                 | Автор               | Тривалість |
| --------- | ------------------------------------- | ------------------- | ---------- |
| 1.        | «Evil Ways»                           | Джеймс Оден         | 3:50       |
| 2.        | «Come Day, Go Day»                    | Джеймс Оден         | 4:10       |
| 3.        | «Walking the Blues» (інструментальна) | Отіс Спенн          | 4:55       |
| 4.        | «Bad Condition»                       | Джеймс Оден         | 4:21       |
| 5.        | «My Home Is on the Delta»             | Маккінлі Морганфілд | 3:12       |

## Учасники запису
- Отіс Спенн — вокал (A1, A4, B1, B5), фортепіано
- Сент-Луїс Джиммі (Джеймс Оден) — вокал (A3, A5, B2, B4)
- Роберт Локвуд-молодший (А1, A3-A5, B1, B2, B4, B5) — гітара

Технічний персонал
- Нет Гентофф — продюсер
- Джордж Пірос — звукоінженер
- Девід Редферн — фотографія [Barnaby KZ 31290]
- Рон Коро — дизайн [обкладинка]
- Піт Велдінг — текст